# 巴列德尔雷托尔蒂略
巴列德尔雷托尔蒂略，是西班牙卡斯蒂利亚-莱昂帕伦西亚省的一个市镇。 总面积63平方公里，总人口214人（2001年），人口密度3人/平方公里。